# سیارک ۵۹۳۸۸
سیارک ۵۹۳۸۸ (به انگلیسی: 59388 Monod، نامگذاری:1999FU19) پنجاه و نه هزار و سیصد و هشتاد و هشتمین سیارک کشف شده‌است که در ۲۴ مارس ۱۹۹۹ کشف شد.